# Johanna Marianne von Wedel

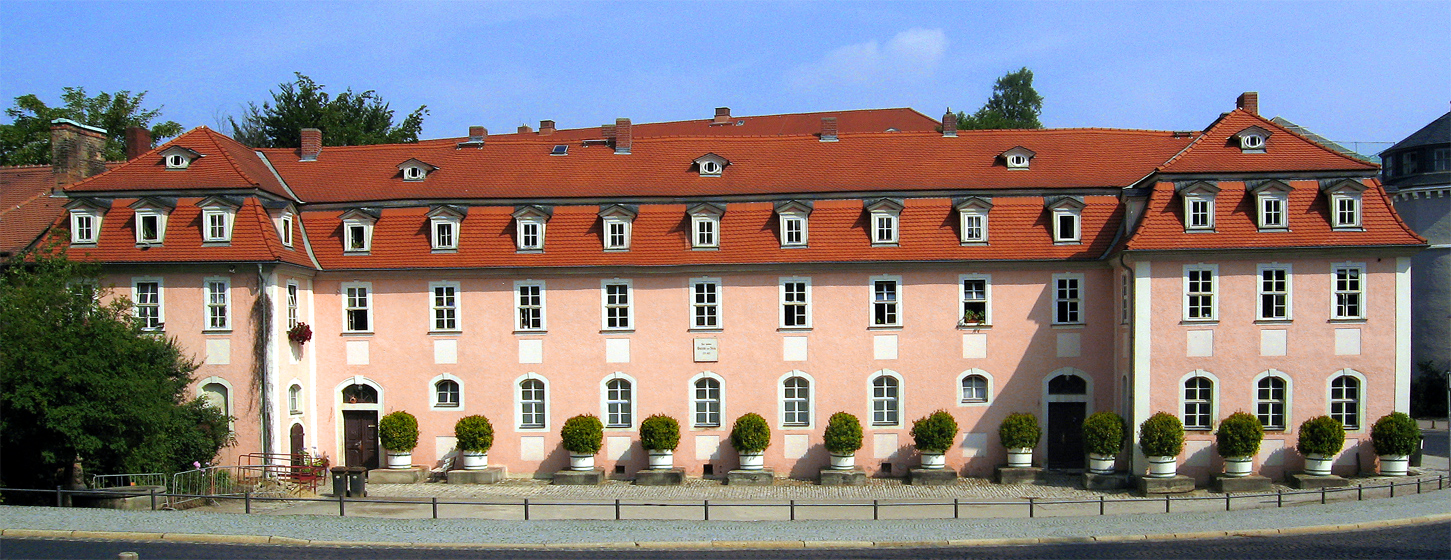
Das Haus der Frau von Stein und zugleich von Otto Joachim Moritz von Wedel und seiner Familie, Ackerwand 25–27 in Weimar

Johanna Marianne Henriette von Wedel (geb. 1750; gest. 1815 in Weimar), geb. von Wöllwarth-Essingen, war eine Hofdame der Herzogin Louise und Oberhofmeisterin am Weimarer Hof.

## Biographie
Henriette von Wedel war eine Nichte des Diplomaten und Prinzenerziehers Johann Eustach von Görtz und seit 1782 mit dem Oberforstmeister Otto Joachim Moritz von Wedel verheiratet, mit dem sie das Haus der Frau von Stein bewohnte. Auch wenn sie eine Abneigung gegen die „Herrschaft der Genies“ und den „sublimen Ton der Schöngeister“ hatte, gehörte sie zum Ensemble von Goethes Liebhaberbühne.
Goethe bat sie 1814 um Intervention zugunsten seines Sohnes August („Indem ich Ihnen, verehrte Freundin, für jene Warnung danke, so wünsche ich, daß Sie nun auch Vermittlerin würden“), der, als er die heimkehrenden Weimarer Freiwilligen im Namen des abwesenden Herzogs offiziell begrüßte, durch Rittmeister von Werthern zum Duell gefordert worden war. August von Goethe hatte sich ebenfalls als Freiwilliger gemeldet, war aber durch den Herzog abgehalten worden. Eigentlicher Adressat der durch Henriette von Wedels Mitwirkung beigelegten Duellforderung war Goethe selbst, dem die Freiwilligen mangelnden Patriotismus vorwarfen.